# Дањски Брод
Дањски Брод (алб. Vau i Dejës) насеље је и општина у сјеверозападном дијелу Албаније, недалеко од града Скадра. Налази се у Скадарској области. Кроз мјесто протиче ријека Дрим, а у близини мјеста је и електрана Вау-Дејс. Становници насеља су католици.

## Назив
Деја Селитит значи селитски сео тј. граница. Из тога се види да је и Дањ, Дејес, Деја, Douane... изведено од ријечи која је означавала границу. Иван Јастребов пише да га ријеч деја у Деја Селитит подсјећа на ријеч дио-део, деја, дјелитба. На врху планине је пролазила граница селитска са Орошем. У Мату је такође наишао на Деју. 

## Историја
Кроз Дањ су некада пролазили караваниски путеви. Кроз мјесто је пролазио пут из Љеша. Српски краљеви су ту радо боравили због благе климе. Балшићи су у Дању имали царинарницу. Ту је за Дубровчане почињала Славонија тј. Србија. Иван Јастребов пише да цар Душан, док је живјео у Скадру, није имао посебних палата, али његова љетна резиденција коју му је отац једном развалио као казну за његово слободоумно понашање према оцу није се одликовало нарочитим сјајем. Та резиденција је била на обали ријеке Дрима између Дања и села Бушата, код мјесташцета које се звало Космач. Ту су касније биле и бушатлијске паше, а резиденција је изграђена од облутака из ријеке Дрима. У Задрими се налазио град Дањ у којем је била тврђава због које је Скендербег ратовао против Млечана. Дањ је по венецијанском документу (мировни уговор Венеције и Леке Дукађина) улазио у састав Дукађина. За вријеме рата Ђорђа Кастриота са Турцима, Захарија, који је називан и Луком, а од неких и Леком Захаријем, имао је у Дању своју кнежевску резиденцију. Након његовог убиства мајка Божа је предала Дањ Млечанима 1446. године.
Стефан Дечански је ту обновио мир са Дубровчанима 25. марта 1326., у присуству војводе Младена и челника Ђураша, родоначелника Црнојевића.
Дањ је била граница (и у доба Јастребова) Задриме, Зете и Дукађина. Служило је као точка састајања свих каравана који иду за Стару Србију и даље. Идући из приморја у унутрашњост Старе Србије преко Дукађина неизоставно се морало проћи кроз Дањ. Дрим се мало ниже од Дања рачва на два рукавца - један тече у море, заобилазећи Задриму, ка Љешу (Алесији). Ту се вршио прелаз преко Дрима на чамцима који су се звали трабакуља. Тај пријелаз се звао вауденес (прелаз код Дања). Село Дањ је у доба Јастребова на лијевој страни Дрима, у подножју планине на којој је била подигнута цитадела. Село је имало 40 кућа са хановима за путнике. Дањ је био познат још од римских времена под називом Dagnum, каравани који су ишли из Бара, Улциња, Драча и Љеша нису могли мимоићи Дањ. У доба српске владавине звао се Дањ, а касније, у доба Млечана звао се Dagno. У Даничићевом рјечнику стоји да је ту тврђаву Стефан Немања поново освојио од Грка. У вријеме српке владавине ту је била царина. Између Балшића и Дубровчана била је потписана нарочита конвенција ниже широкога Брода у Љешу 17. јануара 1368. године у погледу царине на Дани тј. дозволили су им да пролазе кроз Дањ без плаћања царинске таксе. Цитадела је изграђена након римске владавине јер је на планини (Римљани нису градили утврђења на планинама, као Ромеји-Византинци, него на равницама). По паду српске власти због Дања је било доста сукоба. Њиме је управљао феудални кнез Лека Захаријевић (Leko Zacharii Dagni dominus) у другој половини 15. ст. Године 1455. био је убијен руком Николаја Дукађина. Код Дања је Скендербег опсједао Млечане и надвалдао млетачког губерантора Скадра. Цитадела на јужној падини брда је била пространа. Није ништа сачувано, нити какав натпис или друга старина. У подножју Маркове планине (Мали Маркут), на којој је цитадела, у доба Јастребова је постојала црква са гробљем поред ње.  Била је посвећена Св. Јовану, а подигнута је у доба српске владавине. Није посебно велика, а зидови су имали православни живопис. Обновљена је 1862. године, како је написано на натпису у камену изнад црквених врата. 

## Насеља општине Дањски Брод
Нека од насеља општине Дањски Брод су Бушат, Космач и Комане.